# 貪食短帶䲁
貪食短帶䲁（學名：Plagiotremus iosodon），又稱貪食橫口䲁，為輻鰭魚綱鳚形目䲁科短帶䲁屬的一種，分布於中西太平洋菲律賓海域，深度3至9公尺，唯一的記錄是 1919年在菲律賓霍洛島用炸藥採集的2個標本，本魚體長形，頭無鬚，口下位，眶間孔4個，體色不明，背鰭硬棘10枚、背鰭軟條43-44枚、臀鰭硬棘2枚、臀鰭軟條40枚，體長可達10.2公分，棲息在沿岸礁石淺水域，生活習性不明。